# Motorheart
Motorheart är det sjunde studioalbumet av det brittiska rockbandet The Darkness, som kommer att ges ut den 19 november 2021 genom Cooking Vinyl. Albumets första singel, "Motorheart", gavs ut den 12 augusti 2021 och följdes av "Nobody Can See Me Cry", "Jussy's Girl" och "It's Love, Jim" de två följande månaderna.

## Låtlista
| Nr | Titel                           | Kompositör                                | Längd |
| -- | ------------------------------- | ----------------------------------------- | ----- |
| 1. | Welcome to Glasgae              | Hawkins, Hawkins, Poullain, Taylor        | 2:49  |
| 2. | It's Love, Jim                  | Hawkins, Hawkins, Poullain, Taylor        | 3:23  |
| 3. | Motorheart                      | Hawkins, Hawkins, Poullain, Taylor        | 4:59  |
| 4. | The Power and the Glory of Love | Hawkins, Hawkins, Poullain, Taylor        | 3:58  |
| 5. | Jussy's Girl                    | Hawkins, Hawkins, Poullain, Taylor        | 4:09  |
| 6. | Sticky Situations               | Hawkins, Hawkins, Poullain, Taylor        | 4:18  |
| 7. | Nobody Can See Me Cry           | Hawkins, Hawkins, Poullain, Taylor        | 3:16  |
| 8. | Eastbound                       | Hawkins, Hawkins, Poullain, Taylor        | 3:36  |
| 9. | Speed of the Nite Time          | Birch, Hawkins, Hawkins, Poullain, Taylor | 4:52  |

| 10. | You Don't Have to Be Crazy About Me... But It Helps | Hawkins, Hawkins, Poullain, Taylor |  |
| 11. | It's a Love Thang (You Wouldn't Understand)         | Hawkins, Hawkins, Poullain, Taylor |  |
| 12. | So Long                                             | J. Hawkins                         |  |

| 13. | The Age of Darkness | Hawkins, Hawkins, May, Poullain, Taylor |  |

## Medverkande
The Darkness
- Dan Hawkins — gitarr, kör
- Justin Hawkins — sång, gitarr, klaviatur
- Frankie Poullain — bas, kör
- Rufus Tiger Taylor — trummor, kör